# Comtat de Frederiksborg
El Comtat de Frederiksborg (danès, Frederiksborg Amt) fou un comtat (danès, (amt) al nord de l'illa de Sjælland a l'est de Dinamarca. La divisió en comtats va deixar d'existir l'1 de gener del 2007, quan una reforma municipal va substituir els comtats per divisions més grans, les regions, l'antic comtat de Frederiksborg va ser integrat a la Regió de Hovedstaden.

## Antics municipis (1970-2006)
Era format pels antics municipis de:
| - Allerød - Birkerød - Municipi de Farum\|Farum - Fredensborg-Humlebæk - Frederikssund - Frederiksværk - Græsted-Gilleleje - Helsinge - Helsingør - Hillerød | - Hundested - Hørsholm - Jægerspris - Karlebo - Skibby - Skævinge - Slangerup - Stenløse - Ølstykke |